# Wikipédia en azéri du Sud
Wikipédia en azéri du Sud (en azéri du Sud : تورکجه ویکی‌پدیا [Azərbaycanca Vikipediya]) est l'édition de Wikipédia en azéri du Sud, langue oghouze (de la famille turcique) parlée en Iran et écrite en caractères arabes. L'azéri du Sud se distingue de l'azéri (ou azéri du Nord) parlé en Azerbaïdjan et écrit en caractères latins. L'édition est lancée le 22 juillet 2015,,,
. Son code est : azb.
Au 21 mars 2025, l'édition en azéri du Sud contient 243 985 articles et compte 54 804 contributeurs, dont 108 contributeurs actifs et 4 administrateurs.
L'autre édition en azéri, parlé en Azerbaïdjan, est la Wikipédia en azéri écrit en caractères latins et qui compte 202 907 articles.

## Présentation

Répartition géographique de l'azéri.
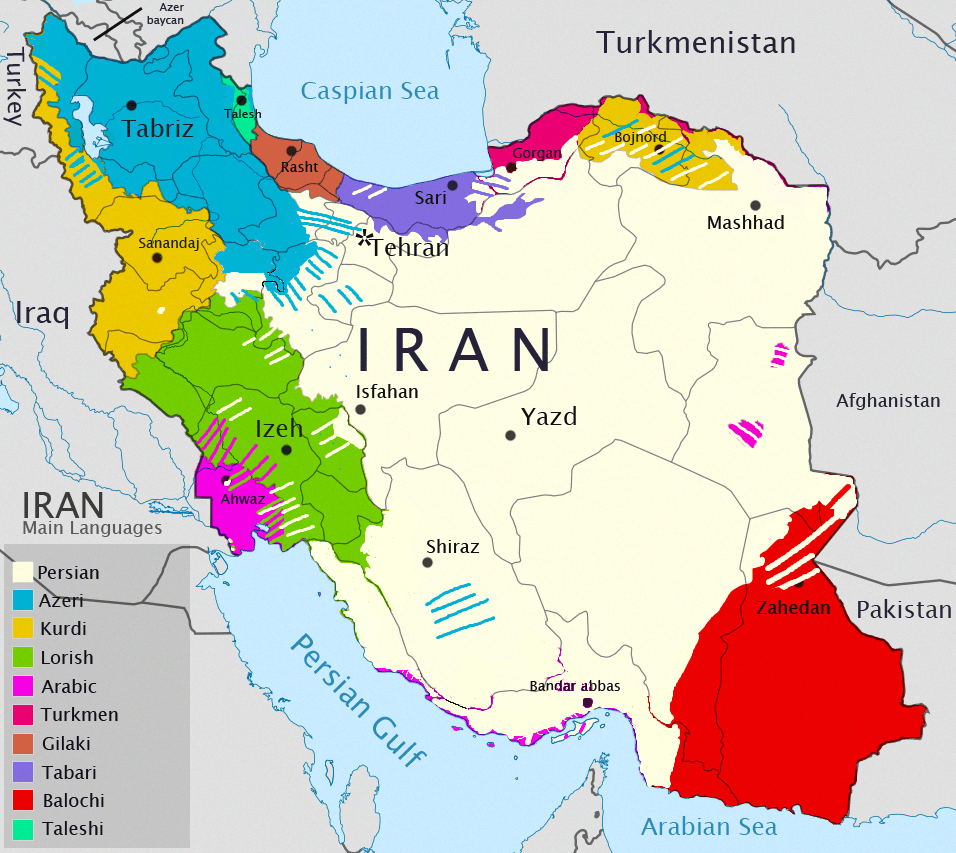
Localisation de l'azéri du Sud en Iran.

## Statistiques
- Le 14 février 2018, l'édition de wikipédia en azéri du Sud compte 68 153 articles, 10 319 utilisateurs, 51 utilisateurs actifs[N 1] et 4 administrateurs[6].
- Le 21 septembre 2022, elle contient 242 448 articles et compte 38 485 contributeurs, dont 119 contributeurs actifs et 5 administrateurs.
- Le 1er octobre 2024, elle contien 243 718 articles et compte 52 356 contributeurs, dont 99 contributeurs actifs et 4 administrateurs.